# فاتیما تروتا
فاتیما تروتا (ایتالیایی: Fatima Trotta؛ زادهٔ ۲ ژوئیه ۱۹۸۶) بازیگر اهل ایتالیا است.
از فیلم‌ها یا مجموعه‌های تلویزیونی که وی در آن‌ها نقش داشته‌است، می‌توان به جایی در آفتاب اشاره نمود.